# 鲸蜡

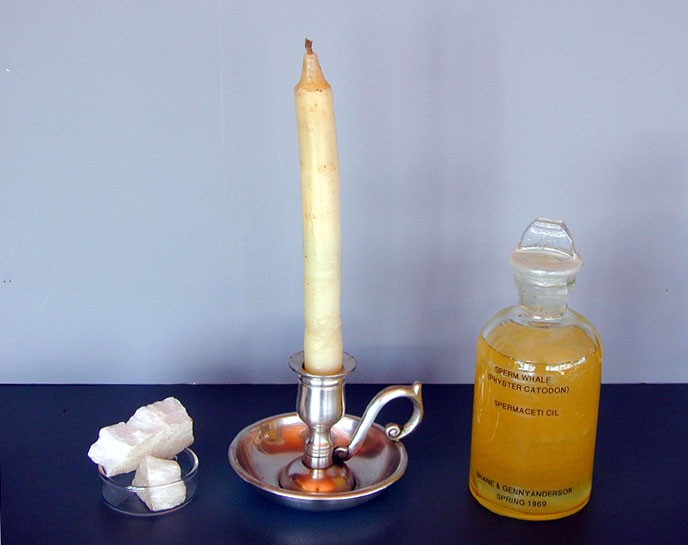
一支鲸蜡蜡烛和一瓶鲸油

鲸蜡（英語：Spermaceti），也称鲸脑油，是抹香鲸头部空腔产生的一种蜡状物质，由鲸蜡器分泌而来。一些生物学理论认为，抹香鲸可能用鲸蜡来回声定位或者控制潜浮。鲸蜡因其白色的结晶摸起来很坚固但又有些油的缘故，可用来上妆、保养皮革、润滑等，此外还可制成蜡烛。

## 拓展阅读
- Carrier, David R.; Deban, Stephen M.; Otterstrom, Jason.  (PDF). Journal of Experimental Biology. 2002, 205: 1755–1763  [2020-10-23]. （原始内容存档 (PDF)于2015-02-22）.
- Dolin, Eric Jay. . W.W. Norton & Co. 2007. ISBN 978-0-393-06057-7.